# El pequeño Sultán
El pequeño Sultán fue una breve serie de historietas creada por Manuel Vázquez para la revista "Nicolas" de Ediciones Cliper entre 1951 y 1952.

## Trayectoria editorial
El pequeño Sultán fue una de los dos series que Vázquez creó para "Nicolás", junto a Juan Pérez. Como ella, tuvo una duración muy breve, alcanzando solo doce entregas en los números 74, 76, 77 a 81, 83, 85, 87, 89 y 94.

## Argumento y personajes
La serie presenta los desesperados intentos de un sultán por hacerse con dinero para escapar de la ruina y el hambre. Todo ello en un país exótico propio de Las mil y una noches.

## Valoración
El pequeño Sultán representa un hito en la evolución gráfica de su autor, que, libre de las restricciones de Rafael González, cuida con esmero los detalles de los fondos.